# You Don’t Know What to Do
You Don't Know What to Do – trzeci singel z 14. studyjnego albumu Mariah Carey, Me. I Am Mariah... The Elusive Chanteuse.
Piosenkę wykonują Mariah Carey i Wale.

## Notowania
| Kraj             | Pozycja |
| ---------------- | ------- |
| Korea Południowa | 2       |
| Malta            | 1       |